# Suzanne Duchamp
Pour les articles homonymes, voir Duchamp.
Suzanne Duchamp, née le 20 octobre 1889 à Blainville-Crevon et morte le 11 septembre 1963 à Neuilly-sur-Seine, est une artiste peintre dadaïste française.

## Biographie
Suzanne Duchamp est la quatrième de six enfants nés dans une famille aisée au tempérament artistique. Le peintre Émile Frédéric Nicolle est son grand-père maternel et elle est la plus jeune sœur de :
- Jacques Duchamp, dit Jacques Villon (1875-1963), peintre, graveur ;
- Raymond Duchamp, dit Raymond Duchamp-Villon (1876-1918), sculpteur ;
- Marcel Duchamp (1887-1968), peintre, sculpteur et auteur.

Elle commence des études à l'École des beaux-arts de Rouen à l’âge de 16 ans. Ses premières œuvres sont d’inspiration impressionniste et cubiste. Elle se marie, à l’âge de 21 ans, mais divorce rapidement et s’installe dans le quartier parisien du Montparnasse pour se rapprocher de son frère Marcel Duchamp et développer sa carrière artistique.
En dépit de la difficulté des femmes artistes peintres à obtenir une entière reconnaissance, la célébrité de ses frères aînés dans la communauté artistique lui permet d’avoir sa première exposition majeure à l’âge de 22 ans au Salon des indépendants de Paris. Elle prend part ensuite au Salon des Tuileries, au Salon d'automne et à l'Union des femmes peintres et sculpteurs. Elle fait également plusieurs expositions particulières à la Galerie Paul Guillaume (1922), à la Galerie René Zivy (1928) et à la Galerie Le Portique (1929). 
Infirmière à Paris, durant la Première Guerre mondiale, elle ne produit pratiquement rien jusqu’en 1916. La première de ses œuvres dadaïstes paraît après la guerre. Achevée en 1919, Multiplication brisée et rétablie est un exemple typique de son œuvre dadaïste. La même année, elle épouse le peintre Jean-Joseph Crotti, dont elle va considérablement influencer la peinture.
En 1967, son frère Marcel a contribué à monter à Rouen une exposition intitulée Les Duchamp : Jacques Villon, Raymond Duchamp-Villon, Marcel Duchamp, Suzanne Duchamp. Une partie de cette exposition familiale a ensuite été présentée au Musée national d'art moderne du Centre Georges-Pompidou de Paris.

### Archives
- Fonds Famille Duchamp / Sous-fonds Suzanne Duchamp (1905-1950) [archives écrites et photographiques ; 4 boites].  Cote : DUC. Paris : Bibliothèque Kandinsky, Centre Pompidou (présentation en ligne).